# Nicholas Patrick
Pour les articles homonymes, voir Patrick.
Nicholas James MacDonald Patrick est un astronaute américain né le 19 novembre 1964.

## Vols réalisés
Il réalise un premier vol le 10 décembre 2006 lors de la mission STS-116. Il réalise ensuite le 8 février 2010, un second vol lors de la mission STS-130.